# Augusto Etchécopar

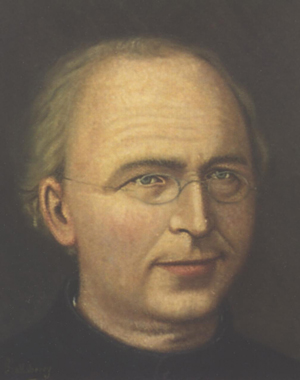
Augusto Etchécopar (1830-1897).

Augusto Etchecopar (Saint-Palais, 30 de mayo de 1830 – Betharram, 13 de abril de 1897) sacerdote francés, tercer sucesor de Miguel Garicoits a la cabeza de la Congregación de los Padres del Sagrado Corazón de Jesús de Betharram; su causa de beatificación está en marcha.

## Biografía
Octavo de una hermandad de 15, el P. Etchecopar nació en Saint-Palais, pueblo del País Vasco francés. Siendo joven, se sintió llamado al sacerdocio; estudia en su pueblo natal, luego se convierte en profesor en el colegio de Saint-Palais al mismo tiempo que hace su seminario, cosa corriente en aquella época. Se ordena de sacerdote en la catedral de Bayona el 10 de junio de 1854.
Dotado intelectualmente, el obispo lo dirige hacia la Sociedad de los Altos Estudios de Olorón, creada con la finalidad de formar una élite de sacerdotes a quienes confiar los puestos-clave de la diócesis. Sin embargo, la Sociedad se disuelve rápidamente, y sus miembros, a título individual, son admitidos en la Sociedad de los Sacerdotes del Sagrado Corazón de Betharram, fundada por el sacerdote Miguel Garicoits. Así fue cómo el 24 de octubre de 1855 el joven eclesiástico Augusto Etchecopar pronuncia sus votos en el Instituto de Betharram.
Todavía dos años después sigue enseñando en el Colegio de Santa Cruz de Oloron; luego, el P. Garicoïts lo llama a Betharram, en julio de 1857, para ocupar el delicado cargo de maestro de los novicios. Además, será el amigo y el confidente del fundador de Betharram, quien desaparece el 14 de mayo de 1863.
Desde entonces, el P. Etchecopar pasará el resto de su vida en la casa madre, al servicio directo de la Congregación, primero como secretario del fundador (1857-1863), luego como secretario general del Instituto (1863-1873), asistente general del P. Chirou (1873-1874), y finalmente, tercer Superior general (1874-1897).
De salud frágil, alterna momentos de intensa actividad y largos períodos de enfermedad. Una de ellas le será fatal, el 13 de abril de 1897. El Capítulo general siguiente a su muerte proclamará al P. Etchecopar “segundo fundador” del Instituto. 

## La obra
Según sus biógrafos, la larga presencia del P. Etchecopar a la cabeza de la Congregación se articula alrededor de tres objetivos principales.
- Primero, trabaja en obtener de la Santa Sede la aprobación de la Congregación y sus Constituciones. De hecho, a la muerte del fundador, Miguel Garicoïts, en 1863, la Sociedad de los Sacerdotes del Sagrado Corazón no estaba aún reconocida por la curia romana, por razones de reticencias del obispo de Bayona en presentar el nuevo instituto. Se necesitaron largas gestiones para que el P. Etchecopar reciba la autorización de Mons. Lacroix para someter las Constituciones a la Santa Sede, y obtenga de Roma el reconocimiento oficial del Instituto el 30 de julio de 1875, doce años después de la muerte del fundador.
- Una vez obtenida la aprobación romana, el P. Etchecopar se puso a encarar el segundo punto de su programa: hacer reconocer por la Iglesia la santidad del P. Miguel Garicoïts. Encomendó a un religioso del Instituto, Basilio Bourdenne, una biografía del fundador; apareció en 1878 bajo el título Vida y cartas del R.P. Miguel Garicoïts. Él mismo recogerá y publicará, en 1890, una parte de las cartas y otros escritos del fundador. Desde el final de los años 80 hasta principios de los años 90, se desarrollará en Bayona el proceso informativo diocesano, y sólo en 1899 (dos años después de la muerte del P. Etchecopar) llegará de Roma el decreto de introducción de la causa de Miguel Garicoïts (cuya santidad proclamará la Iglesia católica en 1947).
- Finalmente, la tercera prioridad del P. Etchecopar fue consolidar la Congregación y sus obras, del punto de vista espiritual y material. En ese marco se inscriben: 
  - Su voluminosa correspondencia con los religiosos del Instituto;
  - Sus viajes al extranjero, en particular a Argentina y al Uruguay, entre noviembre de 1891 y mayo de 1892, sus viajes a Belén (1891 y 1893), y sus ocho viajes a Roma;
  - la fundación en Bayona, en 1874, del Colegio San Luis, y la de la comunidad de Belén en 1878.

## La causa de beatificación
La causa de beatificación del P. Etchecopar ha empezado relativamente tarde, en 1935, 38 años después de su muerte, con el Proceso ordinario informativo, es decir la recogida, en la diócesis de Bayona, de los testimonios concernientes al P. Etchecopar. La causa se introdujo en Roma el 14 de diciembre de 1945, y se interrumpió en 1964. Sólo se reanudó en 1970, con el nombramiento de un nuevo postulador.